# 圖書標售
圖書標售（英語：Book Auction）是一種特別的圖書採購方式，一般圖書館很少藉由這種途徑購買圖書資料，僅有特藏（Special Colletion）、珍善本圖書或滯銷圖書時，才採投標購買。圖書館很少在拍賣現場參與標購，大部分委託圖書代理商代理圖書標購。書商常依所投注之人力與成本，要求另收10%之服務費。圖書標售進行方式，首先由嫺熟資料之圖書館或書商決定標售價格，標售主持人（Auctioneer）進行標售過程中會徵詢書商或圖書館對標售價格之意見，最後由購買之圖書館以願意付出的最高價格買下標售之圖書。